# Euselasia issoria
Euselasia issoria är en fjärilsart som beskrevs av William Chapman Hewitson 1869. Euselasia issoria ingår i släktet Euselasia och familjen Riodinidae. Inga underarter finns listade i Catalogue of Life.